# Luis Marín de San Martín
Luis Marín de San Martín OSA (ur. 21 sierpnia 1961 w Madrycie) – hiszpański duchowny rzymskokatolicki, augustianin, doktor nauk teologicznych, biskup, podsekretarz Synodu Biskupów od 2021.

## Życiorys
Święcenia kapłańskie otrzymał 4 czerwca 1988 w zakonie augustianów. Był m.in. wychowawcą zakonnego seminarium w Los Negrales, radnym prowincjalnym oraz wykładowcą w kilku zakonnych placówkach oświatowych. Pełnił też funkcję asystenta generalnego augustianów oraz archiwisty generalnego.
6 lutego 2021 papież Franciszek mianował go podsekretarzem Synodu Biskupów i podniósł go do godności biskupa tytularnego Suliany. Sakry udzielił mu 11 kwietnia 2021 kardynał Carlos Osoro.